# Johann-Baptist Adt
Johann-Baptist Adt (* 9. Mai 1825 in Ensheim (seit 1974 Ortsteil von Saarbrücken); † 15. Februar 1913 in Forbach in Lothringen) war ein deutscher Unternehmer der Pappmachédynastie Adt.

## Leben

### Herkunft und Familie
Johann-Baptist Adt entstammte einer Familie, die seit Generationen im heutigen Grenzgebiet zwischen Frankreich und Deutschland ansässig und unternehmerisch tätig war. Seine Eltern waren der Dosenfabrikant Peter Adt (Peter III. 1798–1879) und dessen Ehefrau Margaretha Walter (1798–1859). Sein Großvater Peter II. (1777–1849) schuf mit den von ihm entwickelten Trophée-Dosen ein stattliches Vermögen. Er wuchs mit seinen vier Schwestern und den Brüdern Franz und Peter auf.
Am 9. Juni 1857 heiratete er in St. Ingbert Maria Schwarz (1833–1903, Tochter des Franz Jakob Schwarz und Elisabeth Best). Aus der Ehe gingen die Kinder Peter Otto (1858–1884), ⚭ Margarethe Jochum (1862–1884), Gustav Jacob (1860–1922) und Maria Theresia (1866–1912, ⚭ Franz Karl Ritter, * 1860) hervor.

### Unternehmerisches Wirken
1839 gründete sein Vater mit ihm und seinen Brüdern Franz und Johann-Baptist die „Pappmachédosenfabrik Gebrüder Adt“ OHG, die sich zu einem erfolgreichen Unternehmen entwickelte. Am 3. März 1857 wurde der bis zum 2. März 1869 befristete Gesellschaftsvertrag bis zum 2. März 1881 verlängert. Dabei blieb die Gesellschaftsfirma unverändert „Gebrüder Adt“ mit den Firmensitzen in Ensheim, Forbach und Schwarzenacker (Saar) zur Herstellung von Pappendeckeln und Papier- und Pappendeckelwaren.
1901 folgte eine Umwandlung in eine Aktiengesellschaft als Gebrüder Adt AG mit Sitz in Forbach (Lothringen) und bei der Gelegenheit auch Übernahme der Anlagen sowie des Verteilernetzes der Elektrizitätswerke Bliesschweyen GmbH. Zu Beginn des 20. Jahrhunderts kontrollierte die Familie Adt drei Gruppen von Werken: 1. Die Pfälzer Gruppe unter Leitung seines Neffen Eduard Adt (Sohn von Franz) umfasste das Stammwerk Ensheim, die Papier- und Kartonfabrik Schwarzenacker sowie das E-Werk Bliessweyen. 2. Die französische Gruppe unter Leitung seines Neffen Emile Adt (Sohn von Peter Adt IV.) bestand aus dem Werk in Pont-à-Mousson und der Papier- und Kartonfabrik Blénod.
3. Die Forbacher Gruppe unter seiner Leitung, nachdem sein Bruder Peter das Werk in Pont-à-Mousson nach dem Krieg 1870/1871 errichtet hatte. Gemeinsam mit seinem Sohn Gustav Jacob führte er die Fabrik Forbach und die Papier- und Kartonfabrik Marienau. 1886 gründeten beide die Sparkasse in Forbach.

### Öffentliche Ämter
- 1853 Gründer und Ehrenmitglied des Männergesangvereins Liederkranz in Forbach
- 1891 Beisitzer als Vertreter der Arbeitgeber beim  Schiedsgericht  in Forbach.[6]

### Sonstiges
Die evangelische Kirchengemeinde Ensheim verfügte über keine eigenen Räume für die Feier von Gottesdiensten. So richteten die Gemeindemitglieder ein Gesuch an das Königlich Bayrische Konsistorium. 1867 wurde der Wunsch erfüllt und so konnte alle vier Wochen der sonntägliche Gottesdienst mit Predigt in der Ziegelhütte des Johann Baptist Adt gefeiert werden. Sein Bruder Franz stiftete ein Grundstück für den Neubau einer Kirche, die am 6. August 1868 eingeweiht werden konnte.
1909 stiftete Johann Baptist Adt für den Bau eines städtischen Hospitals 100.000 Mark und ein großes Grundstück oberhalb des Parks des Adt-Schlosses. Das Hospital wurde nach seiner Frau Marie und deren Schwester Magdalene benannt.

### Ehrungen
Geheimer Kommerzienrat